# Simo Valakari
Simo Johannes Valakari, född 28 april 1973 i Helsingfors, är en finländsk fotbollstränare och före detta spelare. Under sin aktiva karriär spelade han bland annat för Motherwell, Derby County och FC Dallas. Han gjorde även 32 landskamper för Finlands landslag.
Mellan 2012 och 2017 var Valakari huvudtränare för SJK, där han förde laget till ligaseger 2015 och en cuptitel 2016. Mellan 2017 och 2020 var han huvudtränare för Tromsø Idrettslag i Norge. I november 2020 blev Valakari klar som ny huvuudtränare i KuPS. Sedan flyttade han till Lettland där han tränade både Auda och Riga. I oktober 2024 tog han över skotska St. Johnstone.
Hans son Onni Valakari är också fotbollsspelare.

## Tränarmeriter
SJK
- Tipsligan: 2015
- Finlands cup: 2016
- Finska Ligacupen: 2014
- Ettan: 2013